# Cawaii!
《Cawaii!》（日語：カワイイ!）是日本國內已停辦的女性青年時尚雜誌，1996年3月1日創刊，該雜誌是針對於她們十至二十代的女性模特兒。
該雜誌創刊時最初於日本國內發行，其後中華人民共和國及台灣中文版的《Cawaii!》雜誌於2000年代早期率先開始發賣，直到2004年5月才出版於泰國版本，而原裝日本版的《Cawaii!》因為出版書本數目流失而被宣告於2009年5月停刊。
另外，該雜誌並推出了它的姊妹雜誌《S Cawaii!》及《Hanachu》。到了2000年，該雜誌的出版書本數目達到四十萬本，刷開新紀錄。

## 著名日本模特兒
- 森本容子 - 首席模特兒
- 櫻井繪理
- 菅原祿彌 - 2001年2月號退出
- 愛内里菜
- 山本梓
- 鈴木杏奈(現・住谷杏奈) - Lazer Ramon HG的妻
- 板野友美 - AKB48前成員
- 稲森壽世